# Bolgarska abeceda
Bolgarska abeceda se uporablja za zapis bolgarskega jezika.

## Zgodovina
V 9. stoletju so v Bolgarskem cesarstvu uvedli glagolico, ki sta jo zasnovala sveta Ciril in Metod. Glagolico je v kasnejših stoletjih postopoma nadomestila cirilica, ki se je konec 9. stoletja razvila okrog Preslavske literarne šole v Bolgariji.
Na začetku in v sredini 19. stoletja je bilo med prizadevanji za kodifikacija sodobne bolgarščine uporabljenih več različnih različic cirilice z od 28 do 44 črkami.  V 70. letih 19. stoletja se je različica Marina Drinova z 32 črkami začela hitreje širiti in se je uporabljala vse do pravopisne reforme leta 1945, ko sta bili črki yat (velika črka Ѣ, mala črka ѣ) in yus (velika črka Ѫ, mala črka ѫ) odstranjeni iz Drinove abecede in se je končno število črk zmanjšalo na 30. Yat je bil znan tudi kot »dvojni e« (двойно е/е-двойно), yus pa je bil znan tudi kot »veliko nosno znamenje« (голяма носовка), prečrtani yer (ъ кръстато) in »široki yer« (широко ъ). Potrebno je izpostaviti tudi, da čeprav bolgarščina uporablja cirilico, so nekatere prednostne oblike črk v Bolgariji drugačne od tistih v ruščini. 
Z vstopom Bolgarije v Evropsko unijo 1. januarja 2007 je bolgarska cirilica postala tretja uradna pisava Evropske unije poleg latinice in grške abecede.

## Seznam črk v bolgarski abecedi
V tabeli spodaj so navedene črke bolgarske abecede, skupaj z vrednostmi IPA za glas vsake črke. Navedeno prečrkovanje v stolpcu Uradno prečrkovanje (znano tudi kot poenostavljeni sistem) je uraden sistem prečrkovanja in je tudi naveden v Uradnem pravopisnem slovarju (2012).
| Bolgarska abeceda | ISO 9 | Uradno prečrkovanje | IPA                                             | Ime črke | Slovenska ustreznica |
| ----------------- | ----- | ------------------- | ----------------------------------------------- | -------- | -------------------- |
| А а (а)           | A a   | A a                 | /a/, /ɐ/ ali /ə/                                | а        | a kot avto           |
| Б б               | B b   | B b                 | /b/ ali /p/                                     | бъ       | b kot balon          |
| В в (в)           | V v   | V v                 | /v/ ali /f/                                     | въ       | v kot vaza           |
| Г г (г)           | G g   | G g                 | /ɡ/ ali /k/                                     | гъ       | g kot goba           |
| Д д (ɡ/д)         | D d   | D d                 | /d/ ali /t/                                     | дъ       | d kot drevo          |
| Е е               | E e   | E e                 | /ɛ/                                             | е        | e kot ekran          |
| Ж ж               | Ž ž   | Zh zh               | /ʒ/ ali /ʃ/                                     | жъ       | ž kot želva          |
| З з               | Z z   | Z z                 | /z/ ali /s/                                     | зъ       | z kot zob            |
| И и (и)           | I i   | I i                 | /i/                                             | и        | i kot iglu           |
| Й й (й)           | J j   | Y y                 | /j/                                             | и кратко | j kot jež            |
| К к               | K k   | K k                 | /k/ ali /ɡ/                                     | къ       | k kot ključ          |
| Л л (л)           | L l   | L l                 | /l/ pred е in и, /ʎ/ pred ю, я in ь, /ɫ/ drugod | лъ       | l kot lev            |
| М м               | M m   | M m                 | /m/                                             | мъ       | m kot moč            |
| Н н               | N n   | N n                 | /n/                                             | нъ       | n kot noj            |
| О о               | O o   | O o                 | /ɔ/, /o/                                        | о        | o kot opica          |
| П п (п)           | P p   | P p                 | /p/ ali /b/                                     | пъ       | p kot pipa           |
| Р р               | R r   | R r                 | /r/                                             | ръ       | r kot rak            |
| С с               | S s   | S s                 | /s/ ali /z/                                     | съ       | s kot sova           |
| Т т (т)           | T t   | T t                 | /t/ ali /d/                                     | тъ       | t kot trta           |
| У у               | U u   | U u                 | /u/, /o/ ali /ʊ/                                | у        | u kot uvala          |
| Ф ф               | F f   | F f                 | /f/ ali /v/                                     | фъ       | f as in food         |
| Х х               | H h   | H h                 | /x/                                             | хъ       | h as in hot          |
| Ц ц (ц)           | C c   | Ts ts               | /t͡s/                                            | цъ       | c kot copata         |
| Ч ч               | Č č   | Ch ch               | /t͡ʃ/                                            | чъ       | č kot čin            |
| Ш ш (ш)           | Š š   | Sh sh               | /ʃ/ ali /ʒ/                                     | шъ       | š kot šilček         |
| Щ щ (щ)           | Št št | Sht sht             | /ʃt/                                            | щъ       | št kot štor          |
| Ъ ъ               | Ǎ ǎ   | A a                 | /ɤ/, /ɐ/ ali /ə/                                | ер голям | ə kot drn            |
| Ь ь               | ʹ     | Y y                 | /j/ ali neizgovorjen                            | ер малък | mehki j kot          |
| Ю ю               | Ju ju | Yu yu               | /ju/, /jo/, /ʲu/ ali /ʲo/                       | ю        | ju kot junij         |
| Я я               | Ja ja | Ya ya               | /ja/, /jɐ/, /ʲa/ ali /ʲɐ/                       | я        | ja kot jak           |

Večina črk v bolgarski abecedi ponazarja le en glas. Dva izmed glasov se zapišeta z dvema črkama: дж (/dʒ/) in дз (/dz/). Črka ь označuje mehčanje (palatalizacijo) katerega koli soglasnika (razen ж , ч , in ш) pred črko о, medtem ko ю in я za soglasniki označujeta palatalizacijo predhodnega soglasnika. Poleg tega, ta dva znaka predstavljata samoglasnika /u/ in /a/.
Imena večine črk so predstavljajo preproste prikaze njihovih fonetičnih vrednosti, pri čemer soglasnikom sledi /ɤ/. Abeceda se tako glasi: /a/ – /bɤ/ – /vɤ/ in tako naprej. Kakorkoli, pa je ime črke Й »i-kratko« (kratki i), ime Ъ »er-golyam« (veliki yer), ime Ь pa  »er-malak« (majhni yer). Govorci pogosto pogosto kličejo Ъ kot /ɤ/.
Velik naglas se uporablja za razlikovanje med zaimkom ⟨ѝ⟩ 'ona' iz veznikom ⟨и⟩ 'in'. Ѝ in se ne šteje za ločeno črko, temveč za posebno obliko črke И.

## Zapis
Bolgarščina je običajno opisana kot jezik s fonemsko ortografijo, kar pomeni, da so besede črkovane tako, kot so izgovorjene. To v veliki meri drži, vendar obstajajo izjeme. Trije izmed najbolj prepoznavnih primerov so:
- Glasova [ɐ] in [o], ki se pojavljata samo v nenaglašenih zlogih, sta napisana z dvema različnima črkama – а ali ъ, in о ali у.
- Samoglasniki v poudarjenih glagolskih končnicah -а, -ат, -я in -ят in poudarjeni kratki določni členki -a in -я se izgovarjajo [ɤ]. Tako se чета (berem) izgovarja kot [t͡ʃeˈtɤ], in мъжа (človek) kot [mɐˈʒɤ].
- Ozvenečeni soglasniki se izgovarjajo nezveneče na koncu besede ali pred nezvenečim soglasnikom – npr.  втори (drugi) se izgovarja kot [ˈftɔri], in град (mesto) kot [ˈɡrat] . Podobno se nezveneči soglasniki izgovarjajo kot zveneči, če so pred zvenečim soglasnikom – npr.  сграда (stavba) se izgovarja kot [ˈzɡradɐ] . (Zvočni soglasnik в je izjema saj ne povzroča, da bi prejšnji nezveneči soglasnik postal zveneč – сватба (poroka) se izgovarja kot [ˈsvadbɐ]).

Bolgarski jezik je od časa osvoboditve Bolgarije v poznem 19. stoletju prevzel veliko število besed iz zahodnoevropskih jezikov. Vse te besede so se fonetično prenesle v cirilico:
- Francoščina – npr. тротоар ( trottoir – pločnik), тирбушон ( tire-bouchon – odmašek), партер (iz par terre - pritličje);
- Nemščina– npr бинт ( Bind – povoj), багер ( Bagger – kopač), бормашина ( Bohrmaschine – vrtalnik)

Omembe vredno je prečrkovanje številnih angleških imen prek nemščine, npr.:
- Washington → Вашингтон ( Vashington ), Škotska → Шотландия ( Shotlandiya )

Po koncu komunizma in vzponu tehnologije se je težnja po izposojanju premaknila predvsem na angleščino, od koder se je vneslo veliko računalniške terminologije, ki se je prilagodila infelkcijskim paradigmam bolgarskega jezika– spet na povsem fonetičen način:
- кликвам на файла (click-vam na file-a) – Kliknem na datoteko
- даунлоудваш го на десктопа (download-vash go na desktop-a) – preneseš na namizje
- чатим в нета (chat-im v net-a) – pogovarjamo se prek spleta

Izrazi povezani z računalništvom, se pogosto uporabljajo izmenično s tradicionalnimi bolgarskimi besedami, npr. pri качвам ( svalyam in kachvam – 'dati dol' in 'prenesti gor').

### Uporaba latinice v bolgarščini
Vstavljanje angleških besed neposredno v cirilični bolgarski stavek se v medijih vse pogosteje uporablja, čeprav številni temu niso naklonjeni. Do tega pride zaradi več razlogov, med drugim zaradi tega da:
- se skrajša tiste besede in besedne zveze, ki bi sicer bile daljše:

Янките против още US войски в Афганистан (namesto американски - Ameriški)
Jankiji nasprotujejo več ameriškim vojakom v Afganistanu
- se govorci izognejo potrebi po prepisovanju v cirilico ali prevajanju v bolgarščino dobro znanih okrajšav:

Ние не сме видели края на SOPA, PIPA и ACTA (namesto na primer СОПА, ПИПА и АКТА )
Nismo videli konca SOPI, PIPI in ACTI
Imena blagovnih znamk se tudi pogosto ne prečrkujejo: WikiLeaks, YouTube, Skype – v nasprotju z Уикиликс, Ю-Тюб, Скайп. Vendar pa to ne drži vselej, kot vidimo v naslovu »Фейсбук vs. Гугъл« (uradno prečrkovanje: Feysbuk vs. Gugal). Tu je potrebno opozoriti na nedoslednost – kljub temu, da se pri zapisu vztraja pri cirilici je »vs.« ohranjen v latinici.
Uradni pravopisni slovar bolgarskega jezika, ki ga je leta 2012 izdala Bolgarska akademija za znanost dovoljuje, da splošno znana lastna imena ostanejo v izvirni abecedi. Podani so primeri stavkov, ki vsebujejo imena ameriških tehnoloških podjetij: Yahoo, Microsoft, YouTube, PayPal, Facebook.